# Ugueth Urbina
Ugueth Urtaín Urbina Villarreal (Caracas, Venezuela, 15 de febrero de 1974) es un exlanzador de relevo derecho que se mantuvo por 11 años en las Grandes Ligas de Béisbol. Jugó con los Montreal Expos (1995-2001), los Boston Red Sox (2001-02), los Texas Rangers (2003), los Florida Marlins (2003), los Tigres de Detroit (2004-2005) y los Filis de Philadelphia (2005). En la Liga Venezolana de Béisbol Profesional perteneció a los Leones del Caracas.
Participó dos veces en el Juego de las Estrellas, fue líder con 41 juegos salvados en la Liga Nacional en 1999 y en 2003, contribuyó a la victoria de su equipo, los Florida Marlins, para ganar la Serie Mundial. Dejó números de 44 juegos ganados, 49 perdidos, 237 salvados, 3.45 de efectividad y 814 ponches.

## Condena penal
En 2004 fue detenido en Caracas luego de hacer disparos al aire desde un vehículo en la autopista Francisco Fajardo y no contar con el correspondiente porte de armas, además de estar bajo el efecto del alcohol.
Su carrera deportiva concluyó abruptamente cuando se vio involucrado en un intento de asesinato. El 27 de marzo de 2007 fue sentenciado a 14 años y 4 meses de prisión por herir y quemar a siete personas el 15 de octubre del 2005 en su finca, en los Valles del Tuy. Fue acusado por el Ministerio Público venezolano de «homicidio calificado en grado de frustración y de agavillamiento (reunión para delinquir)».
Urbina se encontraba pagando su condena en la Penitenciaría General de Venezuela (PGV) en el estado Guárico, cuando en diciembre de 2012 fue puesto en libertad luego de 8 años de encarcelamiento. Urbina consiguió su libertad prematura por su buena conducta mientras estuvo en la cárcel, evidenciada con la creación de  tres "fundaciones" para ayudar a los más necesitados: "Ugueth Urbina", "Tren del Sur" y "Semillero Socialista". La madre de Ugueth Urbina fue víctima de un secuestro, organizado por mafias del secuestro que duró varios meses y fue rescatada en febrero de 2005.
Mantuvo una relación con la actriz Daniela Navarro, con quien tuvo una hija en 2016. En 2016 participó como mediador, en una situación de rehenes, con los presos de la PGV, en colaboración con la Ministerio de Servicio Penitenciario, dirigido por Iris Varela. El apoyo se debería a las relaciones que dejó Urbina cuando fue uno de los líderes del centro penitenciario.